# George Hofer
George T. Hofer, (26 februari 1938 - Cebu City, 6 januari 2019) was een Filipijns politicus. Hofer was van 1998 tot 2001 afgevaardigde namens het 3e kiesdistrict van Zamboanga del Sur. Aansluitend was hij van 2001 tot 2010 gouverneur van de provincie Zamboanga Sibugay.

## Biografie
George Hofer werd geboren op 26 februari 1938. Zijn ouders waren Pablo Tocao Hofer en Manuela Hofer. Hij studeerde geneeskunde en was werkzaam als arts.
Van 1992 tot 1998 was Hofer burgemeester van Titay in de provincie Zamboanga del Sur. Bij de verkiezingen van 1998 werd Hofer gekozen als als afgevaardigde namens het 3 kiesdistrict van Zamboanga del Sur in het Filipijns Huis van Afgevaardigden. Tijdens zijn termijn als afgevaardigde werd Republic Act (RA) No. 8973 aangenomen, die de nieuwe provincie Zamboanga Sibugay creëerde uit het 3e kiesdistrict van Zamboanga del Sur. Hofer was de initiatiefnemer van deze wet. Bij de daaropvolgende verkiezingen in 2001 werd Hofer gekozen tot de eerste gouverneur van de nieuwe provincie. In 2004 en in 2007 werd hij herkozen, waardoor hij uiteindelijk de maximale termijn van negen jaar achtereen diende als gouverneur.
Hofer overleed in 2019 op 80-jarige leeftijd in het Chonghua Hospital in Cebu City. Hij was getrouwd met Dulce Kintanar Hofer. Samen kregen ze vijf kinderen.